# Rochester Hills
Rochester Hills är en stad i Oakland County i Michigan i den norra delen av Metro Detroit. Vid 2010 års folkräkning hade Rochester Hills 70 995 invånare.

## Kända personer från Rochester Hills
- Brad Keselowski, racerförare
- Alec Martinez, ishockeyspelare